# Кастрикум (маяк)
Маяк Кастрикум (англ. Kastrikum) — из самых труднодоступных маяков, установлен на обрывистом мысе Кастрикум северной оконечности острова Уруп Большой Курильской гряды. Административно находится в Курильском городском округе Сахалинской области.
Маяк Кастрикум, вместе с маяком Ван-дер-Линда, обеспечивает мореплавание в проливе Уруп, соединяющим Охотское море и Тихий океан. Ранее никаких навигационных объектов на острове не было. Летняя навигация открывается в конце мая, заканчивается в сентябре–октябре.
Чтобы попасть к маяку, сначала нужно добраться до Южно-Сахалинска или Корсакова. Оттуда можно пересесть на самолет или паром до Курильска на острове Итуруп, а затем нанять судно, которое доставит вас на мыс Кастрикум.

## История
В 1855 году остров Уруп по Симодскому договору перешёл от Российской империи во владение Японией. До 1945 года на острове базировалась японская дивизия, а гражданское население было переселено на Хоккайдо. Японцы активно осваивали Уруп — сквозь непроходимые заросли склонов гор были проложены дороги, был открыт лисий питомник для снабжения армии меховой верхней одеждой, а во время подготовки к войне был построен аэродром, который сохранился до сих пор в северной части острова. В освоении территории использовали пленных корейцев, американцев и голландцев. На южной оконечности открыли существование двух крупных участков золотосеребряных руд — Данченковский и Айнский.
По результатам Второй мировой войны остров Уруп вошёл в состав СССР. На острове установили два маяка — Ван-дер-Линда и Кастирикум на расстоянии около 120 км друг от друга. Строительство маяка Ван дер Линда началось в 1957 строительной организацией флота, а Кастрикум строили с 1963 по 1966 год. Строительство начали осуществлять в 1960-е годы, причем вблизи маяка решили соорудить несколько четырехквартирных жилых домов для персонала, баню, склады и конюшню, а также в 85 метрах — маячно-техническое здание по проекту Плотницкого.

## Описание
К 1966 году маяк был окончательно возведен и введен в эксплуатацию. Собран он из чугунных тюбингов, скрепленных мощными болтами. Высота тюбинга 1 м. вес — 520 кг. Башня состоит из 163 тюбингов. Внутри — металлическая винтовая лестница. Дальность видимости огня 19 миль — 35 км. На верхней площадке установлен резервный маячный аппарат. Генератор даёт энергию лампе, которую установили смотрители после 30-летнего перерыва 9 апреля 2021.
В связи с непростыми условиями на острове нет постоянного населения — единственными жителями являются две семьи смотрителей Кастрикума и Ван-дер-Линда, разделенные 120 километрами. Более шести месяцев в году на маяк невозможно попасть и с маяка невозможно уехать, так как с ноября по апрель дуют ветры силой от семи баллов. К этому добавляются зимние шторма, землетрясения, цунами, а в летнее время — до месяца постоянных туманов. Маячники лишены всего обеспечения: медицины, торговли, среднего образования, почтовой связи. Маяк и маячный городок расположены на болотистой подтапливаемой территории. Из-за отсутствия подводного источника питьевой воды жителям приходилось собирать с крыш дождевую воду в специально установленную стальную цистерну.
Сегодня маяк находится в ведении Гидрографической службы Тихоокеанского флота. После того как отсюда ушли военные и золотодобытчики, на Урупе живут четыре человека. Михаил Плотников и Лидия Фофонова много лет обеспечивают работу маяка на мысе Ван-дер-Линда на южной оконечности острова, а Игорь Грабарук и Антон Звягинцев (смотритель маяка, член Российского географического общества) обслуживают маяк Кастрикум на самом севере и присматривают за автономным маяком на мысе Черепаха, расположенном в 16 км восточнее.

## Характеристика
Белый, затмевающийся огонь Oc.W. Период 7,5 секунд: свечение 4,5 с; затемнение 3 секунды. Круглая красная чугунная башня (англ. Red round metal tower). Высота огня от основания: высота башни 24,31 м (75 футов). Высота огня от уровня моря: 51 м (167 футов). Дальность видимости — 19 миль. Створ (видимость) 089°-049°.
Резервный огонь с дальностью видимости 10 миль.
Позывной радиомаяка, который работает круглосуточно, — латинские буквы Kо файле Uо файле ▄▄▄▄▄▄▄▄▄▄▄▄▄▄▄▄▄▄▄▄▄▄.  Дальность действия сигнала — до 150 миль. Период 360 секунд: передача сингала 60 секунд; тишина 300 секунд.

## Галерея

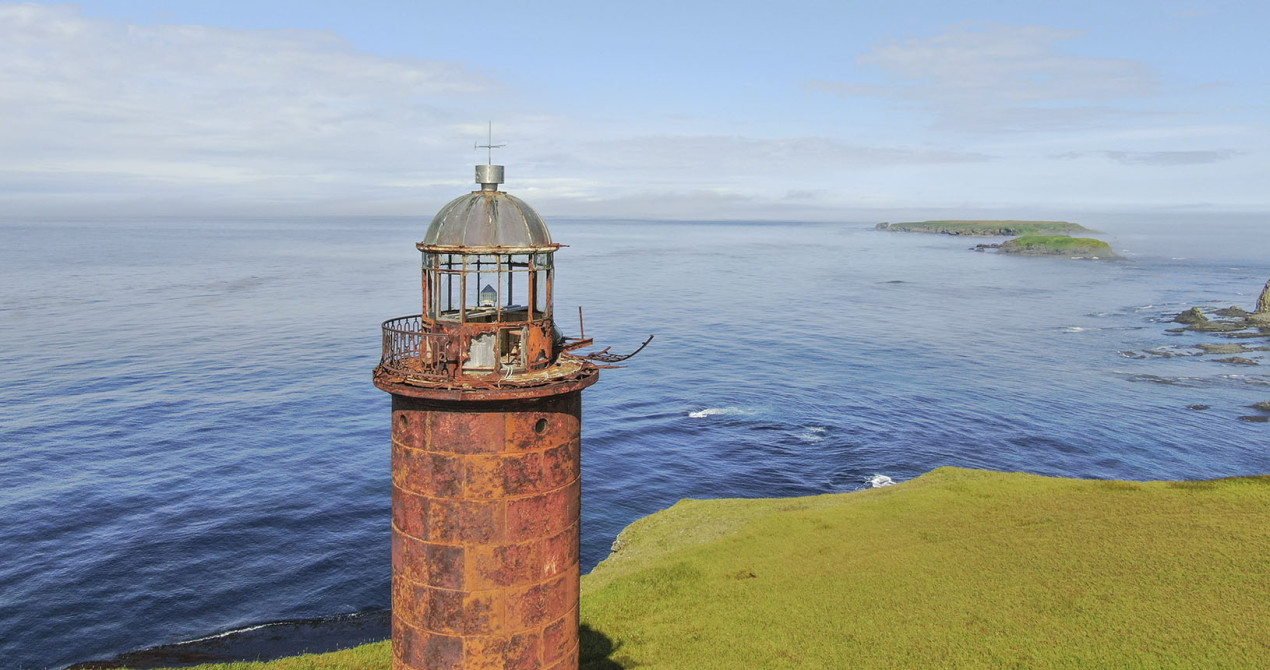
Маяк построен по типовому проекту 1960-х годов и отражает дух XX века
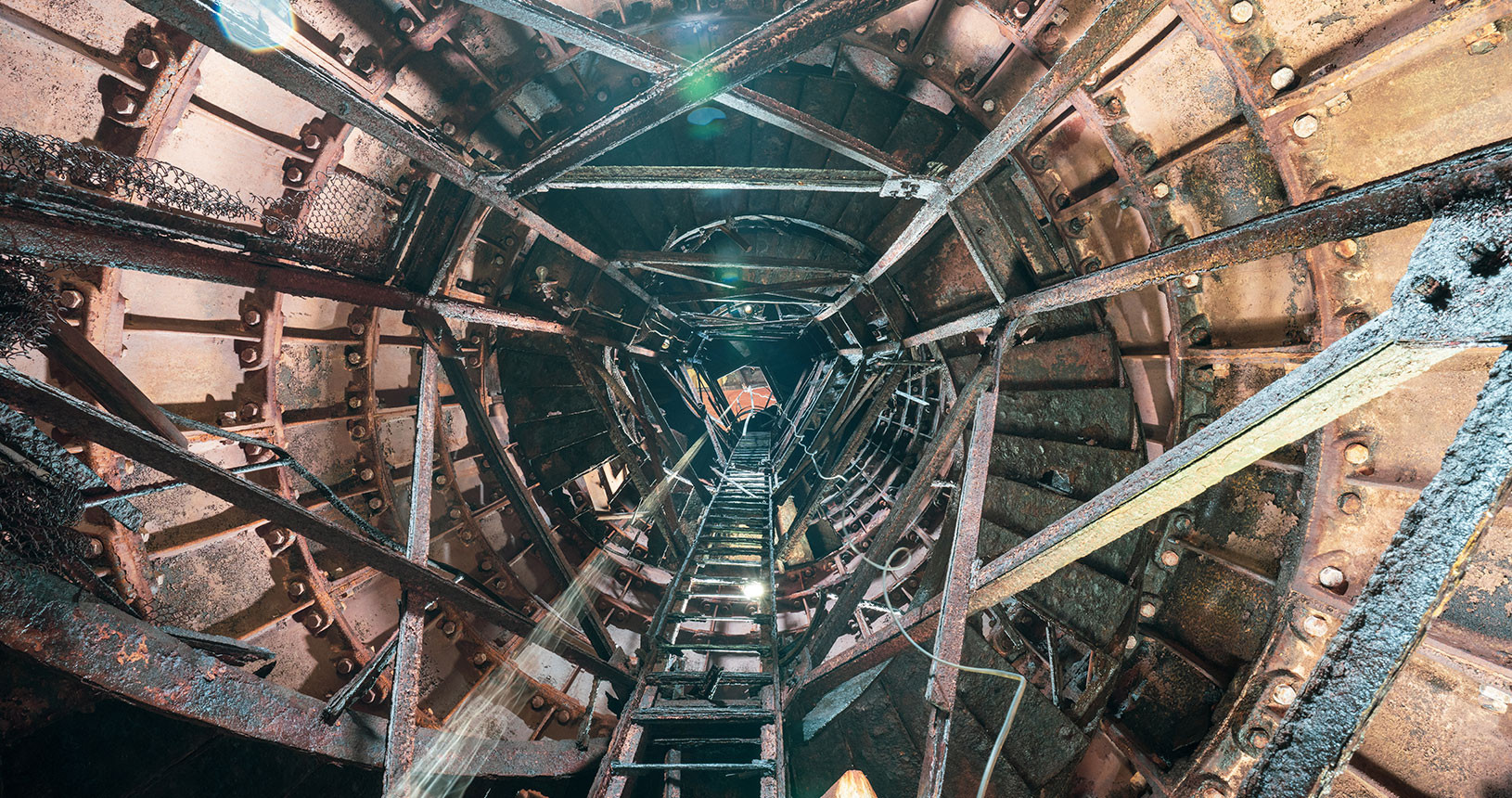
Внутри башни маяка Кастрикум
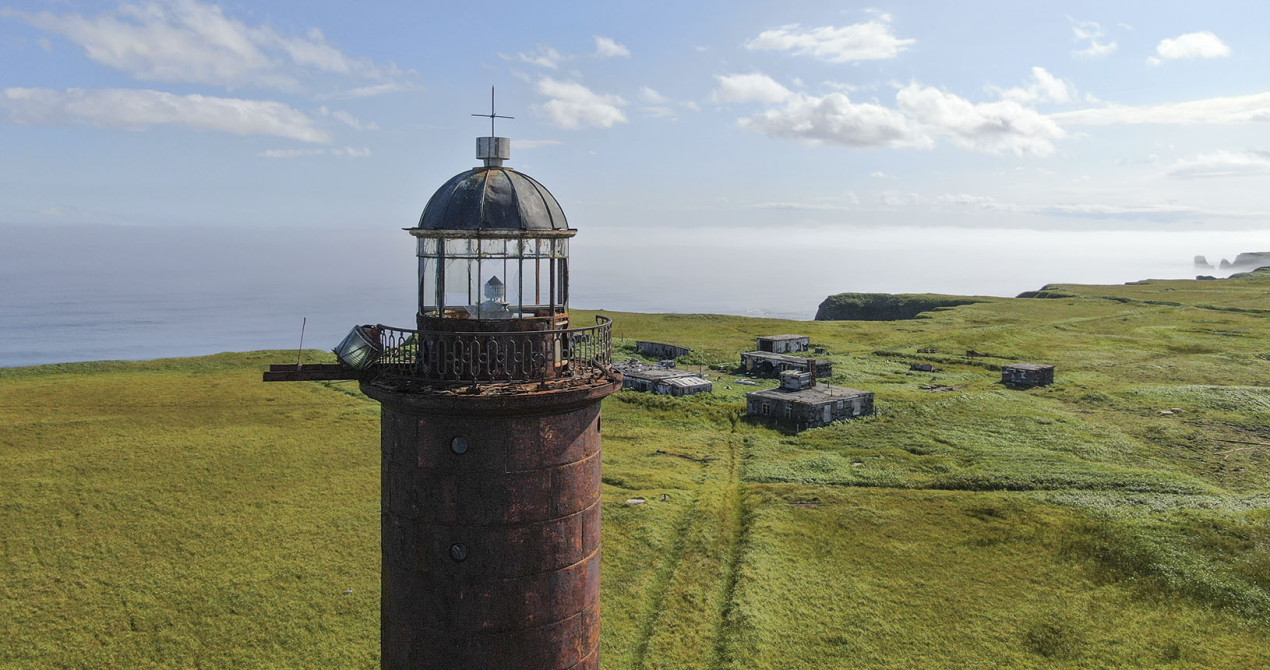
Маяк Кастрикум с постройками на острове Уруп